# Mチャンネル
Mチャンネル（エムチャンネル）は、京都府舞鶴市に拠点を置き、舞鶴市を中心に北近畿の情報を発信している地方発信型情報ポータルサイト。

## 概説
情報の流通は「首都圏から地方へ」が定説となっているが、その流れを逆転させ、「地方から首都圏、全国、全世界へダイレクトに」発信しようというものだ。
2005年（平成17年）5月17日創設。東舞鶴の八島商店街に開設されたネットラジオ用レコーディングスタジオから発信し、毎週火曜午前0時の更新。プロデューサー、ディレクター、それにパーソナリティでもあるENGIN#9の呼びかけに、地元の若者達が集まって、共に制作している。同年11月には「ネット茶フェ」なるインターネットカフェへ移設。同ステーションは、コミュニティースペースとして、またインディーズのアーティストの発表の場所としても、幅広く場所の提供をしている。
ENGIN#9は、Boogie Woogie Cafeという別のネットラジオステーションも運営している。彼自身アーティストとして、プロHIP-HOPダンサー、役者、デザイナー、ライターなどで幅広く活動している。